# Leptogaster annulipes
Leptogaster annulipes là một loài ruồi trong họ Asilidae. Leptogaster annulipes được Walker miêu tả năm 1855. Loài này phân bố ở vùng Tân nhiệt đới.